# Lycodon capucinus
Lycodon capucinus es una especie de serpientes de la familia Colubridae ampliamente distribuida por Australasia, desde China y las islas Andamán hasta las Filipinas y las islas Cook.